# Jaski (województwo podlaskie)
Jaski – wieś w Polsce położona w województwie podlaskim, w powiecie monieckim, w gminie Mońki.
Wieś królewska w starostwie knyszyńskim w ziemi bielskiej województwa podlaskiego w 1795 roku. W latach 1975–1998 miejscowość administracyjnie należała do województwa białostockiego.
Według spisu ludności z 30 września 1921 Jaski zamieszkiwało ogółem 184 osób z czego mężczyzn - 87, kobiet - 97. Budynków mieszkalnych było 31.
W lipcu 1944 wojska niemieckie doszczętnie spaliły wieś. Spłonęło 34 domy i ponad 100 budynków gospodarczych. Ludność ukryła się w lesie, chroniąc się od zagłady.
Wierni kościoła rzymskokatolickiego należą do parafii św. Agnieszki w Goniądzu.